# Francesco Giuffrida
Francesco Giuffrida (Catania, 1º dicembre 1981) è un attore italiano.

## Biografia
Il suo esordio da giovanissimo è stato come co-protagonista del film Così ridevano, diretto da Gianni Amelio, pellicola premiata con il Leone d'oro alla 55ª Mostra internazionale d'arte cinematografica di Venezia nel 1998. Nel 2000 è candidato ai Nastri d'argento come migliore attore protagonista per l'interpretazione nel film Prime luci dell'alba, diretto da Lucio Gaudino. Nel 2000 è Mauro nel film I cento passi, diretto da Marco Tullio Giordana e nel 2004 partecipa al film Vento di terra di Vincenzo Marra.
Dal 2001 al 2005 è stato uno dei protagonisti delle prime quattro edizioni della serie TV di Mediaset, Carabinieri. Nel 2006 partecipa alla miniserie TV di Rai 1, Eravamo solo mille, diretta da Stefano Reali, e sempre nel 2006 interpreta il ruolo del giudice Rosario Livatino nel film documentario Luce verticale, diretto da Salvatore Presti.
Nel 2007 recita in inglese nel film Two Families, diretto da Romano Scavolini. Partecipa anche a film internazionali come The Golden Bowl di James Ivory e Christie Malry's Own Double-Entry, diretto da Paul Tickell.
Nel 2014 interpreta il ruolo di Jack Lombardozzi, componente della sezione Catturandi di Palermo, nella serie TV Rai, Catturandi - Nel nome del padre.

## Vita privata
Dalla sua unione con Laura Uccellini ha avuto due figli: Leonardo, nato nel 2021, e Gabriele, nato nel 2024. Il 4 Giugno 2022 si sono sposati a Roma.

## Filmografia

### Cinema
- Così ridevano, regia di Gianni Amelio (1998)
- Prime luci dell'alba, regia di Lucio Gaudino (2000)
- The Golden Bowl, regia di James Ivory (2000)
- I cento passi, regia di Marco Tullio Giordana (2000)
- Christie Malry's Own Double-Entry, regia di Paul Tickell (2000)
- Hotel Dajti, regia di Carmine Fornari (2002)
- Vento di terra, regia di Vincenzo Marra (2004)
- Luce verticale, regia di Salvatore Presti (2006) - Durata 48'
- Two Families, regia di Romano Scavolini (2007)
- Carmen è partita, regia di Domenico Fortunato (2024)

### Televisione
- Carabinieri – serie TV (2002-2004)
- Eravamo solo mille, regia di Stefano Reali – miniserie TV (2006)
- Squadra antimafia – serie TV, episodio 6x05 (2014)
- Catturandi - Nel nome del padre – serie TV (2016)